# العلاقات الساموية السيراليونية
العلاقات الساموية السيراليونية هي العلاقات الثنائية التي تجمع بين ساموا وسيراليون.

## مقارنة بين البلدين
هذه مقارنة عامة ومرجعية للدولتين:
| وجه المقارنة                                              | ساموا                        | سيراليون       |
| --------------------------------------------------------- | ---------------------------- | -------------- |
| المساحة (كم2)                                             | 2.84 ألف                     | 71.74 ألف      |
| عدد السكان (نسمة)                                         | 196.44 ألف                   | 7.56 مليون     |
| الكثافة السكانية (ن./كم²)                                 | 69.17                        | 105.38         |
| العاصمة                                                   | أبيا                         | فريتاون        |
| اللغة الرسمية                                             | لغة إنجليزية، اللغة الساموية | لغة إنجليزية   |
| العملة                                                    | تالا ساموي                   | ليون سيراليوني |
| الناتج المحلي الإجمالي (بليون دولار)                      | 856.63 مليون                 | 3.77 مليار     |
| الناتج المحلي الإجمالي (تعادل القوة الشرائية) بليون دولار | 1.15 مليار                   | 10.13 مليار    |
| الناتج المحلي الإجمالي الاسمي للفرد دولار أمريكي          | 3.94 ألف                     | 653            |
| الناتج المحلي الإجمالي للفرد دولار أمريكي                 | 5.79 ألف                     | 1.97 ألف       |
| مؤشر التنمية البشرية                                      | 0.702                        | 0.413          |
| رمز المكالمات الدولي                                      | +685                         | +232           |
| رمز الإنترنت                                              | .ws                          | .sl            |
| المنطقة الزمنية                                           | ت ع م+13:00                  | 00             |

## منظمات دولية مشتركة
يشترك البلدان في عضوية مجموعة من المنظمات الدولية، منها:
| علم المنظمة | اسم المنظمة                                                | تاريخ انضمام ساموا | تاريخ انضمام سيراليون |
| ----------- | ---------------------------------------------------------- | ------------------ | --------------------- |
|             | مؤسسة التنمية الدولية                                      | 28 يونيو 1974      | 13 نوفمبر 1962        |
|             | يونسكو                                                     | 3 أبريل 1981       | 28 مارس 1962          |
|             | مؤسسة التمويل الدولية                                      | 28 يونيو 1974      | 10 سبتمبر 1962        |
|             | منظمة حظر الأسلحة الكيميائية                               | ?                  | ?                     |
|             | الأمم المتحدة                                              | 15 ديسمبر 1976     | 27 سبتمبر 1961        |
|             | الاتحاد الدولي للاتصالات                                   | 7 أكتوبر 1988      | 30 ديسمبر 1961        |
|             | منظمة الشرطة الجنائية الدولية                              | ?                  | ?                     |
|             | البنك الدولي للإنشاء والتعمير                              | 28 يونيو 1974      | 10 سبتمبر 1962        |
|             | الاتحاد البريدي العالمي                                    | ?                  | ?                     |
|             | المركز الدولي لتسوية المنازعات الاستشارية                  | 25 مايو 1978       | 14 أكتوبر 1966        |
|             | وكالة ضمان الاستثمار متعدد الأطراف                         | 27 سبتمبر 2002     | 20 يونيو 1996         |
|             | مجموعة دول أفريقيا والكاريبي والمحيط الهادئ                | ?                  | ?                     |
|             | العملية المشتركة للاتحاد الأفريقي والأمم المتحدة في دارفور | ?                  | ?                     |
|             | منظمة التجارة العالمية                                     | ?                  | ?                     |
|             | دول الكومنولث                                              | ?                  | 1961                  |